# Робинсон, Кэм
Кэмерон Ди Робинсон (англ. Cameron D. Robinson; род. 9 октября 1995, Монро) — профессиональный футболист, выступающий на позиции оффенсив тэкла в клубе НФЛ «Джэксонвилл Джагуарс». Чемпион NCAA 2015 года в составе «Алабамы Кримсон Тайд».

## Биография

### Любительская карьера
Кэм Робинсон родился 9 октября 1995 года в Монро, штат Луизиана. В 2013 году он окончил старшую школу Уэст Монро. Сайт ESPN поставил его на второе место в рейтинге лучших молодых игроков. В январе 2014 года Кэм поступил в Алабамский университет. С первого же сезона он стал игроком стартового состава команды и провёл за «Кримсон Тайд» четырнадцать игр. В 861 розыгрыше, проведённом на поле, Робинсон позволил соперникам сделать всего три сэка.
В 2015 году Кэм стал третьим линейным нападения команды по числу нокдаун-блоков. По результатам опросов тренеров и агентства Associated Press он был включён в сборную звёзд Юго-Восточной конференции. В последний сезон выступлений в NCAA Робинсон стал ключевым игроком своей команды и был выбран одним из её капитанов. В проведённых пятнадцати матчах он сделал 37 нокдаун-блоков и стал лучшим по этому показателю. По итогам сезона Кэм стал обладателем Аутленд Трофи, награды лучшему внешнему линейному студенческого футбола. Всего за время выступлений в составе «Алабамы Кримсон Тайд» Робинсон провёл 43 матча на позиции левого тэкла.

### Профессиональная карьера
Перед драфтом НФЛ 2017 года аналитики лиги Майк Мэйок и Лэнс Зирлайн отмечали выдающиеся силу и атлетизм Робинсона, позволяющие ему продавливать защитников и без проблем переключаться с одного блока на другой. Ещё одним достоинством игрока стала работа ног, дающая возможность успешно противостоять пас-рашерам соперника. Слабой стороной Кэма называлась не самая эффективная игра против подвижных защитников. Кроме того, вопросы у представителей клубов НФЛ вызывал инцидент с задержанием Робинсона и его однокурсника полицией, обнаружившей у них марихуану и оружие.
Он был выбран клубом «Джэксонвилл Джагуарс» во втором раунде драфта под общим 34 номером. В Национальной футбольной лиге Кэм дебютировал в сезоне 2017 года, провёл за клуб пятнадцать игр в стартовом составе на позиции левого тэкла. Несмотря на не самые стабильные выступления, руководство команды ожидало прогресса игрока на второй год карьеры. Однако, на второй неделе сезона 2018 года, в игре с «Нью-Ингленд Пэтриотс», Робинсон порвал крестообразные связки колена и выбыл до конца чемпионата. После травмы он возобновил тренировки в конце июля 2019 года.